# Ройсс

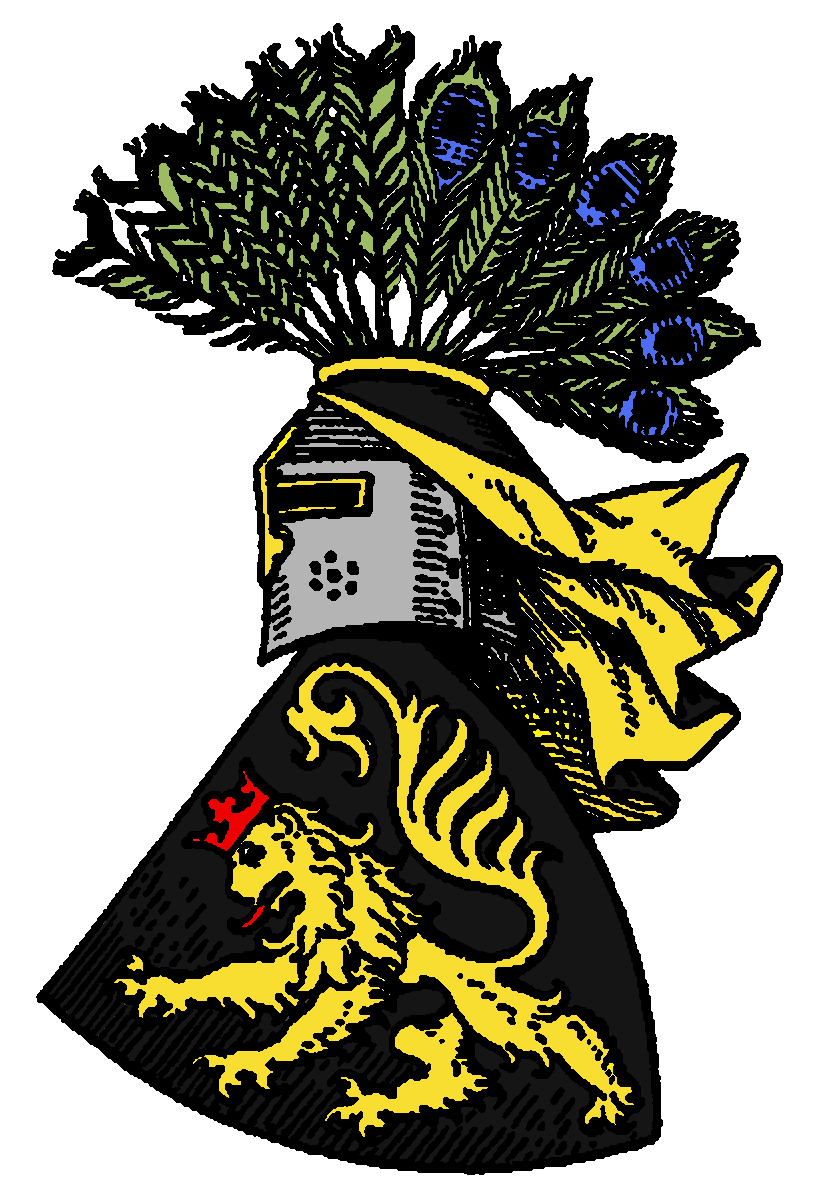
Герб Ройссів в 1279 році

Ройсс (нім. Reuß) — німецький знатний рід, який правив в XII-XX століттях графствами і князівствами на території сучасної німецької землі Тюрингія. У XIX столітті володіння Ройссів становили суверенні Ройсс-Грайцьке і Ройсс-Герське князівства, що проіснували в складі Німецької імперії до 1918 року.

## Ономастика
Reuss (Русин) — прізвисько яке носив в XIV столітті родоначальник молодшої лінії Генріх Русин, що зробив подорож в Карпатську Русь за своєю нареченою і майбутньою дружиною, Юттою Шварцбург-Бланкенбурзькою, онукою Данила Галицького. 
Особливістю династії Ройсс є система іменування і нумерування своїх представників: згідно сімейної традиції, закріпленої в 1668 році династичним законом, всі чоловіки роду носять ім'я Генріх. Таким чином рід шанував пам'ять імператора Генріха VI, який в XII столітті призначав перших представників дому Ройсс серед імперських намісників. Крім того, на відміну від інших династій, що давали номери тільки своїм правлячим членам, рід Ройсс нумерує всіх чоловіків, при цьому хлопчики в одній сім'ї не обов'язково повинні були бути перераховані по порядку, оскільки всі члени династії — частина однієї системи нумерації. Наприклад, сини Генріха LXVII Ройсс-Шляйцького іменувалися Генріх V, Генріх VIII, Генріх XI, Генріх XIV і Генріх XVI.
У старшій лінії нумерація чоловічих представників поновлювалася, коли їх число досягало ста (тобто за Генріхом C йшов Генріх I), в молодшій нумерація поновлювалася з початком кожного нового століття. На практиці, однак, старша лінія обірвалася задовго до досягнення сотого номера, тому найбільші номери в історії роду (аж до Генріха LXXV) носили представники саме молодшої гілки. Номери померлих членів сім'ї використовувалися заново.

## Історія

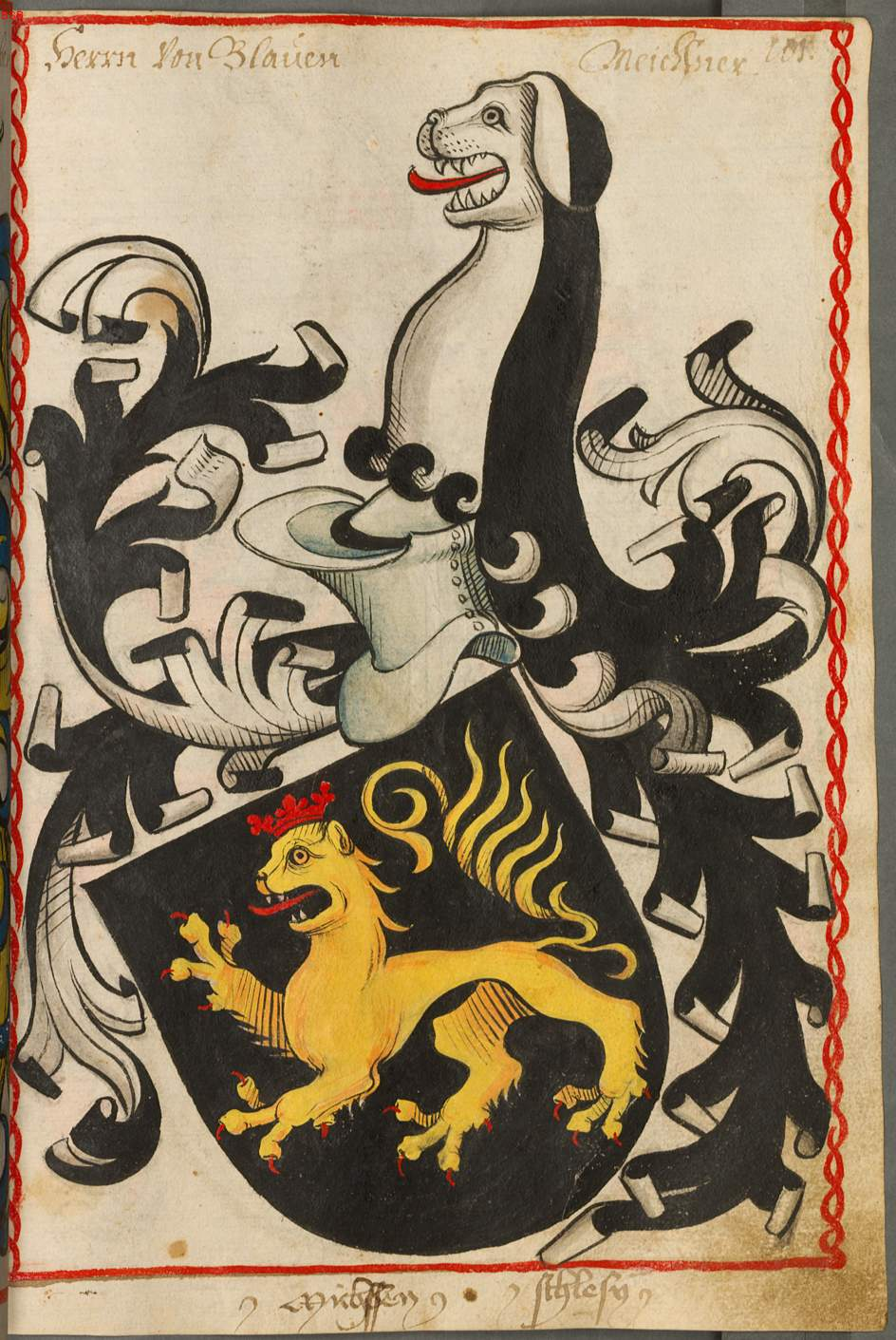
Герб Ройссів у XVI столітті.

Представники дому Ройсс були правителями різних земель і держав (переважно в області, відомої як Фогтланд). За час правління дому його землі зазнали безліч розділів і об'єднань, що було звичайним явищем в середньовічній Німеччині; в кінці XVII століття під управлінням членів роду одночасно перебувало десять незалежних графств В кінцевому підсумку на землях Ройссів утворилося два князівства — Ройсс старшої лінії і Ройсс молодшої лінії, які в 1871 році стали одними із засновників Німецької імперії. Їхні князі втратили свої престоли в ході Листопадової революції.
Першим історично достовірним представником династії є Еркенберт I, який в 1122 році був призначений фогтом (імперським намісником) у Вайді. Його нащадки зберегли за собою цю посаду, поступово зробивши її спадковою. Онук Еркенберта Генріх II Багатий зосередив у своїх руках великі володіння, які включали, крім Вейд, також Геру, Плауен, Грейц і Роннебург. Після смерті Генріха II в 1209 році троє його синів — Генріх III, Генріх IV і Генріх V — розділили батьківські володіння між собою. Старший брат успадкував власне фогтство Вайда, середній отримав фогтства Плауен і Геру, а молодшому дісталося фогтство Грайц. З цього моменту Вайда управлялася окремою гілкою дому Ройсс. Її представники продовжували називатися Фогт до 1404 року.
Після смерті в 1239 році Генріха V, який помер бездітним, фогство Грайц перейшло до племінників, синів Генріха IV, фогт Плауена і Гери.
У 1244 році сини Генріха IV, що носили однакове ім'я Генріх I, виконали розподіл батьківських володінь, в результаті якого старший брат став фогтом Плауена, заснувавши гілка фогтів і намісників Плауенських, а молодший отримав Геру, ставши родоначальником гілки фогтів і володарів Герських, Шляйцських і Лобенштайнських .
У 1404 році Генріх XVI отримав титул володаря, який остаточно затвердив фактичну незалежність Вайда від імперської корони. Прийнявши титул, Генріх XVI розділив Вайду з братами, Генріхом XVII і Генріхом XVIII. Незабаром старший брат обміняв свою частину Вайди на Шмельн, а середній продав свої землі, Майсенське маркграфство. У 1427 році Генріх XVIII також передав свої володіння Майсен в обмін на Бергу, і таким чином вся територія Вайдського володіння опинилась в руках Веттінів. У 1454 році Генріх XVIII викупив у майсенського бургграфа Генріха II, представника плауенської гілки Ройсс, володіння Вільденфельс, яким деякий час правили його нащадки.
Генріх XXIII не залишив спадкоємців чоловічої статі, тому після його смерті Вільденфельс був переданий графу Йогану Генріху фон Шварцбург-Ляйтенберг — чоловікові його єдиної дочки Маргарити. З кончиною Маргарити в 1569 році лінія вайдських володарів обірвалася.
Один з членів плауенської гілки Генріх фон Плауен з 1410 по 1413 рік був 27-м великим магістром Тевтонського ордена. Інший представник, Генріх Ройсс фон Плауен, був 32-м великим магістром (з 1469 по 1470 рік).
У 1673 році правителям Верхнього і Нижнього Грайца був дарований титул імперських графів. Після смерті бездітного Генріха III (1701—1768), графа Нижнього Грейца, зникла ніижньограйцська лінія. Її володіння успадкував чотирирідний племінник померлого — глава верхньограйцської лінії граф Генріх XI (1722—1800). Таким чином Грайц був об'єднаний.

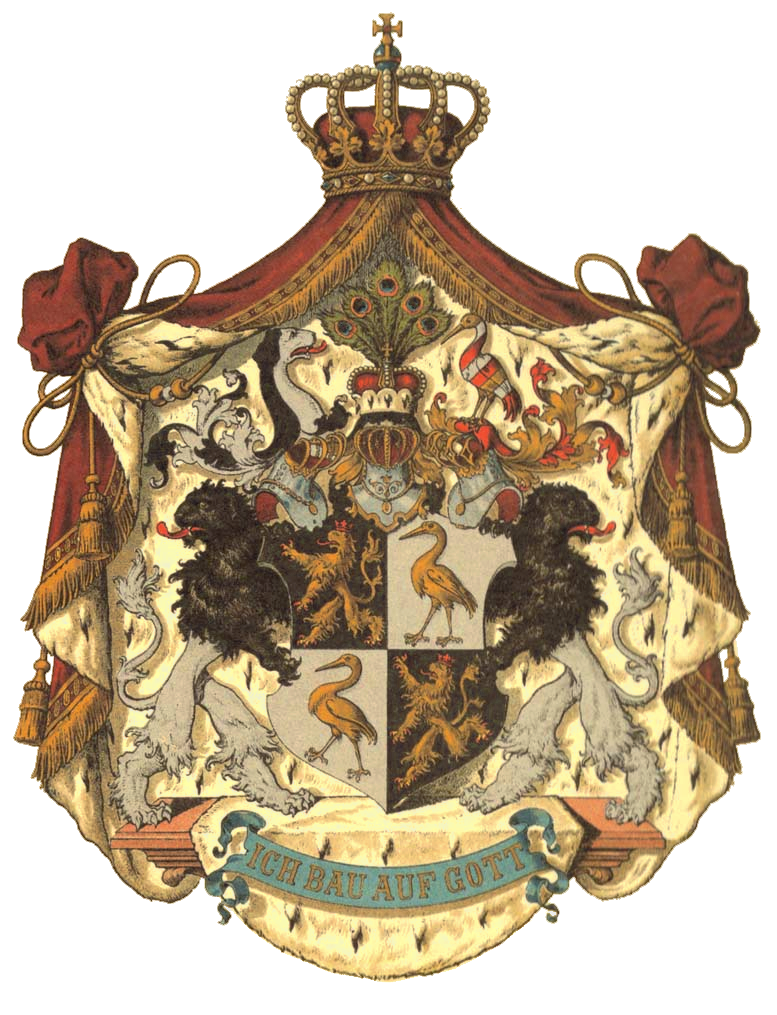
Герб Ройсського князівства (молодшої лінії).

У 1778 році графи Верхнього і Нижнього Грайца отримали титул князів і Генріх XI став першим князем Рейсс-Грейц. Перед розпуском Священної Римської імперії в 1806 році графи Гери, Шляйца, Лобенштайна, Кестріца і Еберсдорфа також були медіатизовані. У 1848 графства об'єдналися, утворивши єдине князівство Ройсс молодшої лінії.
У 1928 році помер останній представник старшої лінії Генріх XXVII, який не мав дітей, після чого главою дому став представник молодшої лінії Генріх XLV (1895—1945). Після його арешту в 1945 році органами НКВС СРСР і зникнення (в 1962 році офіційно визнаний мертвим) главою дому, прийнявши титул князь Ройсський, став представник середньої гілки Генріх IV Ройсс-Кестріцький (1919—2012). Після смерті князя титул успадкував його син, принц Генріх XIV Ройсс-Кестріцький.

## Династичні зв'язки
У 1804 році принцеса серпня Рейсс-Еберсдорфська вийшла заміж за Франца Фрідріха Антона, герцога Саксен-Кобург-Заальфельдского. Від шлюбу народилися десять дітей, деякі з яких зіграли важливу роль в європейській історії:
- Юліанна-Генрієтта-Ульріка, в Росії відома як велика княгиня Анна Федорівна, дружина цесаревича Костянтина Павловича;
- Ернст I, герцог Саксен-Кобург-Гота, одружений з Луїзою Саксен-Гота-Альтенбурзькою, батько принца-консорта Альберта
- Вікторія, герцогиня Кентська, мати Вікторії, королеви Великої Британії;
- Леопольд I, король Бельгії.

Принцеса Августа Ройсс-Шляйц-Кестріцька в 1849 році вийшла заміж за Фрідріха Франца II, великого герцога Мекленбург-Шверінського. Вони мали шістьох дітей, серед яких:
- Фрідріх Франц III, одружений з великою княгинею Анастасією Михайлівною;
- Марія (в православ'ї Марія Павлівна), одружена з великим князем Володимиром Олександровичем;

У 1898 році принц Генріх XXX Ройсс-Кестріцький одружився з принцесою Феодорою Саксен-Майнінгенською — внучкою німецького імператора Фрідріха III, правнучкою королеви Вікторії.
У 1908 році принцеса Елеонора Ройсс-Кестрицька вийшла заміж за царя Болгарії Фердинанда I, правнука по прямій чоловічій лінії Августи Ройсс-Еберсдорфської і Франца Фрідріха Антона, герцога Саксен-Кобург-Заальфельдского.
Прадідом князя Генріха XXXIII був король Нідерландів Віллем II, а прапрадід (через Марію і Анну) — російський імператор Павло I. У 1913 році князь одружився зі своєю троюрідною племінницею Вікторією Маргаритою, принцесою Прусською.